# Warrick Gelant
Pas d'image ? Cliquez ici

a Compétitions nationales et continentales officielles uniquement.

b Matchs officiels uniquement.
Dernière mise à jour le 3 mai 2024.
Warrick Gelant, né le 20 mai 1995 à Knysna (Afrique du Sud), est un joueur international sud-africain de rugby à XV, jouant au poste d'arrière avec les Stormers en United Rugby Championship.

## Biographie

### Jeunesse et formation
Né à Knysna, Warrick Gelant est formé à l'académie de la province locale des Eagles, avec qui il joue jusqu'en 2013. Il rejoint par la suite les Blue Bulls à Pretoria où il termine sa formation. En 2014, il dispute la Varsity Cup (en) (championnat universitaire sud-africain), avec l'équipe des UP Tuks,.

### Carrière en club
Warrick Gelant commence sa carrière professionnelle avec les Blue Bulls en 2015 en Vodacom Cup, avant de jouer la Currie Cup plus tard la même année. La même année, il est retenu dans l'effectif des Bulls pour disputer le Super Rugby, mais ne dispute aucun match.
L'année suivante, il est à nouveau retenu dans l'effectif des Bulls pour disputer la saison 2016 de Super Rugby,. Il joue son premier match le 27 février 2015 contre les Stormers. Après une première saison où il ne dispute seulement quatre rencontres, il devient le titulaire régulier au poste d'arrière de son équipe à partir de la saison 2017.
En mai 2020, il rejoint la franchise des Stormers à partir du Super Rugby Unlocked ayant lieu à l'automne de la même année. En 2022, son équipe rejoint l'United Rugby Championship, et le remporte dès la première saison.
En juin 2022, il signe un contrat de deux saisons avec le Racing 92, afin de jouer en Top 14 à partir de la saison 2022-2023. Toutefois, après une première saison où il joue dix-neuf matchs dont dix titularisations sans marquer d'essais, il ne parvient pas à s'imposer dans l'équipe francilienne et fait son retour aux Stormers dès la saison 2023-2024.

### Carrière internationale
Warrick Gelant joue avec la sélection scolaire sud-africaine en 2013, jouant aux côtés de joueurs comme Handré Pollard, Jesse Kriel ou Malcolm Marx,.
Il joue par la suite avec l'équipe d'Afrique du Sud des moins de 20 ans dans le cadre des championnats du monde juniors en 2014 et 2015,.
Il joue en 2014-2015 avec l'équipe d'Afrique du Sud de rugby à sept, disputant quatre tournois des World Rugby Sevens Series,.
Il est sélectionné pour la première fois avec les Springboks en octobre 2017 par le sélectionneur Allister Coetzee, dans le cadre de la tournée de novembre en Europe. Il obtient sa première cape internationale avec l'équipe d'Afrique du Sud le 25 novembre 2017 à l’occasion d’un test-match contre l'équipe d'Italie à Padoue.
Il est sélectionné dans la liste des 31 joueurs annoncée par Rassie Erasmus le 26 août 2019 pour disputer la Coupe du monde 2019,. Il dispute deux matchs lors de compétition, contre la Namibie et le Canada, et inscrit un essai dans chaque rencontre.

## Palmarès

### En club
- Vainqueur du United Rugby Championship en 2022 avec les Stormers.

### En équipe nationale
- Vainqueur du Rugby Championship en 2019.
- Vainqueur de la Coupe du monde en 2019.

### Distinctions personnelles
- Membre de l'équipe-type du United Rugby Championship en 2024.

## Statistiques

### En équipe nationale
Au 28 décembre 2022, Warrick Gelant compte 11 capes en équipe d'Afrique du Sud, dont huit en tant que titulaire, depuis le 25 novembre 2017 contre l'équipe d'Italie à Padoue. Il a inscrit 15 points (3 essais). 
Il participe à deux éditions du Rugby Championship, en 2019 et 2022. Il dispute deux rencontres dans cette compétition.